# Camanducaia (futebolista)
Marcelo Fernando Domingues Rezende, mais conhecido como Camanducaia (Camanducaia, 5 de agosto de 1976), é um ex-futebolista brasileiro que atuava como atacante.
Seu auge foi no Santos Futebol Clube, onde foi vice-campeão brasileiro de 1995.
Atualmente, é empresário de escolinha de futebol e pousada.

## Carreira
Começou a jogar futebol, quando criança, no time da Companhia Melhoramentos quando, em um jogo contra o Jabaquara, foi convidado para fazer testes no Santos.
Iniciou sua carreira profissional no Santos em 1995, fazendo parte da campanha do time vice-campeão brasileiro daquele ano. Na final, marcou um gol legítimo anulado pelo árbitro Márcio Rezende de Freitas, contra o Botafogo. Foi o terceiro artilheiro do Santos no campeonato, com sete gols.
Ficou até o ano seguinte na clube, sendo emprestado em seguida para a Portuguesa Santista. Ainda vinculado ao Santos, passou pelo Bahia e Guarani, até ser negociado em definitivo com o Figueirense em 2000.
Esteve no Tigres do México, onde logo no primeiro chegou à final do Campeonato Mexicano.
Iniciou 2003 no Paulista e passou também pelo Marília, onde foi terceiro lugar da Série B em 2003.
Depois foi jogar nos Emirados Árabes pelo Banyias Sports entre 2003 e 2004, regressando ao Brasil para jogar pelo Santo André.
Pelo Ipatinga, chegou em duas finais de Campeonato Mineiro e na semifinal da Copa do Brasil de 2006.
Passou ainda por Ceará, 15 de Novembro de Campo Bom-RS e Uberaba.
Encerrou a carreira em 2010, aos 34 anos, após lesionar o joelho quando jogava pelo Grêmio Osasco.
Tentou voltar aos campos no início de 2011, quando disputaria a Segunda Divisão de Minas Gerais pelo Nacional de Nova Serrana, mas a lesão o impediu de aceitar o convite do clube.

## Títulos
Ipatinga
- Campeão do Interior de Minas Gerais: 2006

Uberaba
- Taça Minas Gerais: 2009

## Campanhas de destaque
Santos
- Vice-Campeão do Campeonato Brasileiro: 1995

Portuguesa Santista
- Vice-Campeão Troféu Santiago Bernabéu: 1997

Figueirense
- Vice-campeão do Campeonato Brasileiro Série B: 2001

Ceará
- 4º lugar na Copa do Brasil: 2005

Ipatinga
- Vice-campeão do Campeonato Mineiro: 2006